# Hawaii (1966)
Hawaii is een Amerikaanse dramafilm uit 1966 onder regie van George Roy Hill. Het scenario is gebaseerd op de gelijknamige roman uit 1959 van James A. Michener.

## Verhaal
De Amerikaanse missionaris Abner Hale trouwt in 1820 met Jerusha Bromley en neemt haar mee naar Hawaï, waar hij de inheemse bevolking wil kerstenen. Hoewel hij zijn best doet om de Hawaïanen te begrijpen, botst hij met hun cultuur. 

## Rolverdeling
| Acteur              | Personage        |
| ------------------- | ---------------- |
| Julie Andrews       | Jerusha Bromley  |
| Max von Sydow       | Abner Hale       |
| Richard Harris      | Rafer Hoxworth   |
| Gene Hackman        | John Whipple     |
| Carroll O'Connor    | Charles Bromley  |
| Jocelyne LaGarde    | Malama Kanakoa   |
| Manu Topou          | Keoki            |
| Ted Nobriga         | Kelolo           |
| Elizabeth Logue     | Noelani          |
| John Cullum         | Immanuel Quigley |
| George Rose         | Kapitein Janders |
| Lou Antonio         | Abraham Hewlett  |
| Torin Thatcher      | Dr. Thorn        |
| Michael Constantine | Mason            |
| Malcolm Atterbury   | Gideon Hale      |